# Giacomo Biffi
Giacomo Biffi, italijanski rimskokatoliški duhovnik, škof in kardinal, * 13. junij 1928, Milano, † 10. julij 2015, Bologna.

## Življenjepis
23. decembra 1950 je prejel duhovniško posvečenje.
7. decembra 1975 je bil imenovan za pomožnega škofa Milana in za naslovnega škofa Fidenaj; škofovsko posvečenje je prejel 11. januarja 1976.
19. aprila 1984 je bil imenovan za nadškofa Bologne; ustoličen je bil 1. junija istega leta. S tega položaja se je upokojil 16. decembra 2003.
25. maja 1985 je bil povzdignjen v kardinala in imenovan za kardinal-duhovnika Ss. Giovanni Evangelista e Petronio.